# شيموس بوكسلي
شيموس بوكسلي (بالإنجليزية: Seamus Boxley)‏ مواليد 21 سبتمبر 1982 في مونتليك تيراس، هو لاعب كرة سلة أمريكي سابق. بدأ مسيرته الاحترافية في سنة 2005. اعتزل اللعب في 2016.

## المسيرة الاحترافية
لعب مع فوجيان سترجيونز في الدوري الصيني في سنة 2005، ثم لعب مع أوكلاهوما سيتي بلو في موسم 2005–2006، ثم لعب مع ماتريكس ماجيكس في موسم 2006–2007، ثم لعب مع غيسن فورتي سيكسرز في موسم 2007–2008، ثم لعب مع سبيرو شارلوروا في موسم 2015–2016.

## الإنجازات
- الدوري الهولندي لكرة السلة: 2010–11
- كأس السوبر الهولندية لكرة السلة: 2011

## روابط خارجية
- شيموس بوكسلي على موقع كرة السلة الأوروبية.كوم (الإنجليزية)
- شيموس بوكسلي على موقع كلية كرة السلة في سبورتس رفرنس.كوم (الإنجليزية)
- شيموس بوكسلي على موقع ريلجم (الإنجليزية)
- شيموس بوكسلي على موقع بروبوليرز (الإنجليزية)
- شيموس بوكسلي على موقع سبورتس رفرنس (الإنجليزية)
- شيموس بوكسلي على موقع سبورتس رفرنس (الإنجليزية)